# Medellín y Pigua 3.ª Sección (San Antonio)
Medellín y Pigua 3.ª Sección (San Antonio) es una localidad del municipio de Centro ubicado en la subregión centro del estado mexicano de Tabasco.

## Geografía
La localidad de Medellín y Pigua 3.ª Sección (San Antonio) se sitúa en las coordenadas geográficas 18°03′26″N 92°51′56″O / 18.057222, -92.865556, a una elevación de 1 metro sobre el nivel del mar.

## Demografía
Según el Conteo de Población y Vivienda 2020, efectuado por el Instituto Nacional de Estadística y Geografía, la localidad de Medellín y Pigua 3.ª Sección (San Antonio) tiene 25 habitantes, de los cuales 12 son del sexo masculino y 13 del sexo femenino. Su tasa de fecundidad es de 1.1 hijos por mujer y tiene 6 viviendas particulares habitadas.
| Gráfica de evolución demográfica de Medellín y Pigua 3.ª Sección (San Antonio) entre 1900 y 2020 |
|                                                                                                  |
| INEGI.                                                                                           |